# Forstwald (Neuschönau)
Forstwald ist ein Gemeindeteil der Gemeinde Neuschönau im niederbayerischen Landkreis Freyung-Grafenau.

## Lage
Östlich wird das Dorf vom Hauptort der Gemeinde begrenzt. Nördlich grenzt der Nationalpark Bayerischer Wald an Forstwald und im Westen ist die Kleine Ohe Weiler- und Gemeindegrenze. Im Süden geht der Ort in die Bärwiese, einem Teil von Schönanger über.

## Geschichte
Erstmals urkundlich erwähnt wurde der Ort 1618 mit einem Eisenerzverarbeitungsbetrieb. Dieser siedelte sich auf einer Rodung des benachbarten Klosters Sankt Oswald. 1810 siedelte sich hier mit der Schönanger Mühle ein Holzverarbeitungsbetrieb an. Aus dieser rührt der Flurname des nördlichen Gemeindeteils Schönauer Mühle her. Bis in die 1980er Jahre hinein hielt sich der bis in die Glashüttenzeit zurückreichende Betrieb einer Hammerschmiede und eine Köhlerei im Ort. Die Kapelle Zur schmerzhaften Mutter Gottes des Gemeindeteils wurde von der Großteils römisch-katholischen Bevölkerung wurde 1992 als Anbau des 1978 errichteten Dorfheims errichtet.